# Ostfriesisch-Oldenburgische Geest
Die Ostfriesisch-Oldenburgische Geest ist eine naturräumliche Haupteinheitengruppe (nicht ganz synonym zu Großregion dritter Ordnung) in Nordwestdeutschland, und zwar im nordwestlichen Niedersachsen. Ihre Eigenheit besteht im abwechslungsreichen Nebeneinander verschiedener Landschaftselemente des Norddeutschen Tieflands, der naturräumlichen Einheit erster Ordnung, zu der die Ostfriesisch-Oldenburgische Geest gehört.

## Lage und Grenzen
Die Haupteinheitengruppe liegt auf dem Gebiet der ostfriesischen Landkreise Aurich, Leer und Wittmund, der oldenburgischen Landkreise Friesland, Ammerland, Oldenburg und Cloppenburg, der Stadt Oldenburg und schließlich des Landkreises Emsland.

## Naturräumliche Gliederung
Der Name Ostfriesisch-Oldenburgische Geest entstammt dem Handbuch der naturräumlichen Gliederung Deutschlands und seinen Nachfolgepublikationen, die vor allem in den 1950er und 1960er Jahren veröffentlicht wurden. Landläufig ist die Bezeichnung eher unbekannt, jedoch wird die Einheit auch vom  BfN bis heute verwendet.  
Die Haupteinheitengruppe gliedert sich wie folgt in Haupteinheiten (dreistellig)
- (zu Norddeutsches Tiefland)
  - (zum zentralen Norddeutschen Tiefland)[5]
    - 60 Ostfriesisch-Oldenburgische Geest (=D26 nach BfN)
      - 600 Hunte-Leda-Moorniederung
        - 600.0 Westlicher Moorrand
          - 600.02 Aschendorfer Talsandgebiet
          - 600.03 Papenburger Sand- und Moorgebiet
          - 600.04 Oberledinger Geest

        - 600.1 Südlicher und östlicher Moorrand
          - 600.10 Esterweger Geestinseln
          - 600.11 Garreler Talsandplatten
          - 600.12 Wardenburger Land
          - 600.13 Astruper Huntetal
          - 600.14 Osenberge

        - 600.2 Westliches Moorgebiet
          - 600.20 Klostermoor
          - 600.21 Burlager Land
          - 600.22 Sagterland-Westermoor
          - 600.23 Sagterland
          - 600.24 Sagterland-Ostermoor
          - 600.25 Harkebrügger Land
          - 600.26 Langes Moor
          - 600.27 Godensholter Land
          - 600.28 Nordloher Moor
          - 600.29 Findlandsmoor

        - 600.3 Östliches Moorgebiet
          - 600.30 Vehnemoor
          - 600.31 Wildenlohsmoor

      - 601 Ostfriesische Zentralmoore[6]
        - 601.00 Lengener Moor
        - 601.01 Wiesmoor
        - 601.02 Marcardsmoor

      - 602 Ostfriesische Geest
        - 602.0 Aurich-Leerer Geest[7]
          - 602.00 Filsumer Geest
          - 602.01 Leerer Geest
          - 602.02 Veenhuser Moorgebiet
          - 602.03 Holtroper Moor- und Sandgeest
          - 602.04 Auricher Geest
          - 602.05 Simonswolder Moorgeest
          - 602.06 Nordener Geest

        - 602.1 Wittmunder Geest
          - 602.10 Meerhusener Moore
          - 602.11 Ochtersumer Geest
          - 602.12 Esens-Fulkumer Geestinsel
          - 602.13. Wittmunder Geestrücken
          - 602.14 Ardorfer Geest
          - 602.15 Jever-Reepsholter Geestrücken
          - 602.16 Friedeburger Geest
          - 602.17 Varel-Neuenburger Land

      - 603 Oldenburger Geest[8]
        - 603.00 Aper Geestrand
        - 603.01 Ammerland
        - 603.02 Ofener Geest
        - 603.03 Wapel-Jührdener Moorgeest
        - 603.04 Wiefelsteder Geestplatte
        - 603.05 Rasteder Geestrand
        - 603.06 Everstener Geestinseln
        - 603.07 Edewechter Geest

Angrenzende Haupteinheitengruppen sind im Norden die Ems-Weser-Marsch (D25) und im Süden die Ems-Hunte-Geest (der nördlichere Teil der Einheit D30, deren Südteil die Dümmer-Geestniederung darstellt).
Ganz im Südosten ist ein kleiner Abschnitt der Ostfriesisch-Oldenburgischen Geest Teil des Naturparks Wildeshauser Geest.

## Naturräumliche Merkmale
Die Ostfriesisch-Oldenburgische Geest ist ein weithin ebenes Tiefland, das nur nach Osten, zur Wesermarsch hin, ein deutliches Gefälle aufweist. Größere Erhebungen gibt es auf dem Gebiet der Ostfriesisch-Oldenburgischen Geest nicht. Bei Dangast reicht die Geest bis direkt an den Rand des Jadebusens, einer Bucht der Nordsee, ansonsten liegt ein Streifen Marschland zwischen der Geest und dem Meer bzw. der Unterems und der Unterweser, der mehrere Kilometer breit ist. 
Das Oberflächenwasser fließt von der Ostfriesisch-Oldenburgischen Geest zu einem großen Teil über kleinere Nebenflüsse der Ems und der Weser in Richtung Nordsee. Das Klima ist atlantisch.

## Kulturlandschaftsraum
Der Kulturlandschaftsraum Oldenburger Geest mit Ammerland umfasst ein 950 km² großes Gebiet. Diese Zuordnung zu den Kulturlandschaften in Niedersachsen hat der Niedersächsische Landesbetrieb für Wasserwirtschaft, Küsten- und Naturschutz (NLWKN) 2018 getroffen. Ein besonderer, rechtlich verbindlicher Schutzstatus ist mit der Klassifizierung nicht verbunden.